# The Breath of Araby
The Breath of Araby è un cortometraggio muto del 1915 sceneggiato e diretto da Charles L. Gaskill.

## Trama
Mademoiselle Clothilde Chevasset, figlia di un ricco aristocratico, è perdutamente innamorata dell'ufficiale dell'esercito, capitano Thurston, il quale, essendo un uomo sposato, rifiuta con freddezza le sue profferte. Clothilde, dopo aver appreso che il ricco persiano Ahmed Hassan è in possesso di una fiala con l'ultima pozione del più potente incantesimo d'amore, il "Respiro di Araby", lo convince a consegnarlo per farne uso alla conquista di Thurston. Clothilde, in possesso della pozione magica, invita il suo amato nel cafè Chat Noir. Suo padre, tuttavia, intercetta il messaggio con il suo invito, si introduce di nascosto nel locale armato di una pistola e con una pozione di veleno. 

## Produzione
Il film fu prodotto dalla Vitagraph Company of America.

## Distribuzione
Distribuito dalla General Film Company, il film - un cortometraggio in tre bobine - uscì nelle sale cinematografiche statunitensi l'8 maggio 1915 dopo essere stato presentato in prima al Vitagraph Theatre il 21 febbraio 1915.